# Lasioglossum kurandense
Lasioglossum kurandense är en biart som först beskrevs av Cockerell 1914.  Lasioglossum kurandense ingår i släktet smalbin, och familjen vägbin. Inga underarter finns listade i Catalogue of Life.